# لوئیس اسلوتین
لوئیس الکساندر اسلوتین (به انگلیسی: Louis Alexander Slotin) (زاده ۱ دسامبر ۱۹۱۰ – درگذشته ۳۰ می ۱۹۴۶) فیزیک‌دان و شیمیدان کانادایی بود که در پروژه منهتن شرکت داشت.
پروژه منهتن، طرح مخفی ایالات متحده آمریکا در طول جنگ جهانی دوم برای گسترش ساخت بمب‌های اتمی بود. اسلوتین به عنوان جزئی از این پروژه، آزمایش‌هایی را بر روی هسته اورانیوم و پلوتونیوم برای تعیین مقادیر جرم بحرانی آنها انجام داد. اسلوتین پس از جنگ جهانی دوم، تحقیقات خود را در آزمایشگاه ملی لاس آلاموس ادامه داد. در ۲۱ می۱۹۴۶، به‌طور تصادفی شروع به شکافت هسته‌ای کرد که منجر به تابش اشعه‌هایی با سرعت بالا شد. بلافاصله او را به بیمارستان منتقل کردند ولی ۹ روز بعد، یعنی در ۳۰ می، دومین قربانی مسمومیت پرتوی در تاریخ درگذشت.
اسلوتین توسط ایالات متحده برای واکنش به موقع در هنگام بروز تصادفی که توسط او در حین انجام آزمایش رخ داد بود و برای جلوگیری از مرگ سایر همکارانش، به عنوان یک قهرمان مورد ستایش قرار گرفت. بعدها این تصادف و حوادث پس از آن به صورت یک فیلم به نمایش درآمد.